# Трекастани
Трекаста̀ни (на италиански: Trecastagni, на сицилиански Triccastagni, Трикастани) е град и община в Южна Италия, провинция Катания, автономен регион и остров Сицилия. Разположен е на 586 m надморска височина. Населението на общината е 10 626 души (към 2011 г.).
В общинската територия се намира част от вулкана Етна. Главният център на общината се намира в подножието на планината.